# Werner Bergmann (sociologue)
Pour les articles homonymes, voir Werner Bergmann (arbitre) et Bergmann.
Werner Bergmann (né le 26 mai 1950 à Celle) est professeur de sociologie au Centre de recherche sur l'antisémitisme de l'Université technique de Berlin jusqu'en 2016. Il est l'auteur de nombreuses publications sur l'histoire de l'antisémitisme.

## Biographie
Les principaux domaines de travail de Bergmann sont la sociologie et l'histoire de l'antisémitisme et des domaines connexes tels que le racisme et l'extrémisme de droite. Il étudie la théorie des mouvements sociaux, les formes de violence collective (pogroms, génocides) et mène des recherches sur les préjugés.
Bergmann fait partie des signataires de la controversée Déclaration de Jérusalem sur l'antisémitisme.

## Publications (sélection)
- Die Zeitstrukturen sozialer Systeme, eine systemtheoretische Analyse. Duncker und Humblot, Berlin 1981,  (ISBN 3-428-04857-1) (= Soziologische Schriften, Band 33, zugleich Dissertation Uni Hamburg, Fachbereich Philosophie und Sozialwissenschaften, 1981).
- mit Rainer Erb (de): Die Nachtseite der Judenemanzipation. Der Widerstand gegen die Integration der Juden in Deutschland 1780–1860. Metropol, Berlin 1989,  (ISBN 3-926893-77-X) (= Antisemitismus und jüdische Geschichte, 1989, Band 1).
- als Herausgeber mit Rainer Erb: Antisemitismus in der politischen Kultur seit 1945. Westdeutscher Verlag, Opladen 1990,  (ISBN 3-531-11923-0).
- als Herausgeber mit Rainer Erb: Neonazismus und rechte Subkultur (= Université technique de Berlin. Zentrum für Antisemitismusforschung: Reihe Dokumente, Texte, Materialien, Band 15), Metropol, Berlin 1994,  (ISBN 3-926893-24-9).
- Antisemitismus in öffentlichen Konflikten. Kollektives Lernen in der politischen Kultur der Bundesrepublik 1949–1989 (= Schriftenreihe des Zentrums für Antisemitismusforschung Berlin, Band 4), Campus, Frankfurt am Main 1997,  (ISBN 3-593-35765-8) (Habilitationsschrift an der Freien Universität Berlin 1995/96 unter dem Titel: Öffentliche Konflikte und kollektive Lernprozesse).
- Anti-Semitism and Xenophobia in Germany after Unification, mit Rainer Erb (Hrsg.). Oxford University Press, Oxford 1997,  (ISBN 0-19-511010-2) (englisch).
- mit Rainer Erb: Antisemitismus in der Bundesrepublik Deutschland 1996. In: Richard Alba, Peter Schmidt, Martina Wasmer (Hrsg.): Deutsche und Ausländer: Freunde, Fremde oder Feinde? Empirische Befunde und theoretische Erklärungen (= Blickpunkt Gesellschaft, Band 5), Westdeutscher Verlag, Opladen / Wiesbaden 2000, S. 401–438,  (ISBN 978-3-531-13491-8).
- Exclusionary Violence. Antisemitic Riots in Modern German History (1819-1938). Ann Arbor 2002, hrsg. zus. mit Christhard Hoffmann und H. W. Smith
- Geschichte des Antisemitismus. C.H. Beck, München 2002,  (ISBN 978-3406479878) (2. Auflage 2004, 3. Auflage 2006)[1].
- als Herausgeber mit Mona Körte: Antisemitismusforschung in den Wissenschaften. Tagungsband. Metropol, Berlin 2004,  (ISBN 978-3-936411-48-5).
- Tumulte - Excesse - Pogrome. Kollektive Gewalt gegen Juden in Europa 1789-1900, Wallstein Verlag, Göttingen 2020